# Volksabstimmungen in der Schweiz 1915
Dieser Artikel bietet eine Übersicht der Volksabstimmungen in der Schweiz im Jahr 1915.
In der Schweiz fand auf Bundesebene eine Volksabstimmung statt, im Rahmen eines Urnengangs am 6. Juni. Dabei handelte es sich um ein obligatorisches Referendum.

## Abstimmung am 6. Juni 1915

### Ergebnis
| Nr. | Vorlage | Art | Stimm- berechtigte | Abgegebene Stimmen | Beteiligung | Gültige Stimmen | Ja      | Nein    | Ja-Anteil | Nein-Anteil | Stände | Ergebnis |
| --- | --- | --- | ------------------ | ------------------ | ----------- | --------------- | ------- | ------- | --------- | ----------- | ------ | -------- |
| 74  | Bundesbeschluss betreffend Erlass eines Artikels der Bundesverfassung zur Erhebung einer einmaligen Kriegssteuer | OR  | 871'476            | 488'167            | 56,02 %     | 479'578         | 452'117 | 027'461 | 94,27 %   | 05,73 %     | 22:0   | ja       |

### Erhebung einer einmaligen Kriegssteuer
Die Mobilmachung der Schweizer Armee nach Ausbruch des Ersten Weltkriegs verursachte hohe Kosten, gleichzeitig sanken mit dem zurückgehenden internationalen Handel die Zolleinnahmen massiv. Bereits im September 1914 setzte der Bundesrat eine Expertenkommission ein, die eine einmalige Kriegssteuer auf Vermögen und Einkommen vorzubereiten sollte. Damit beging er einen fiskalpolitischen Tabubruch, denn direkte Steuern waren bisher den Kantonen vorbehalten. Angesichts der prekären Finanzlage stiess das Vorhaben jedoch bei allen Parteien auf Zustimmung. Im Juni 1915 beschlossen beide Kammern des Parlaments einstimmig eine einmalig zu erhebende progressive Kriegssteuer, wofür eine Verfassungsänderung notwendig war. Natürliche Personen sollten ab einem Einkommen von 2500 Franken und einem Vermögen ab 10'000 Franken besteuert werden, bei juristischen Personen sollte sich der Steuersatz nach Kapital und Gewinn richten. Für die Eintreibung der Steuer sollten die Kantone zuständig sein, die 20 Prozent des Ertrags behalten durften. Gegen die Vorlage machte sich keine organisierte Opposition bemerkbar. Die Zustimmung von Volk und Ständen war eindrücklich: 94,3 Prozent der Stimmberechtigten sagten Ja, ebenso sämtliche Kantone.